# Miriam Quiambao
Miriam Redito Quiambao (Manila, 20 maggio 1975) è una modella, conduttrice televisiva e attrice filippina.

## Biografia
Nel 1999 Miriam Quiambao partecipa al concorso di bellezza Binibining Pilipinas, dove riceve numerosi titoli fra cui quello di Miss Photogenic, ed alla fine riesce ad ottenere il titolo di Binibining Pilipinas-World, ovvero la rappresentante delle Filippine per Miss Mondo. Tuttavia in seguito alla squalifica di Janelle Bautista, detentrice del titolo di Binibining Pilipinas-Universe, estromessa dal concorso per questioni di cittadinanza, la Quiambao viene chiamata a sostituirla in occasione del concorso Miss Universo 1999. Alla fine di Miss Universo, e nonostante una clamorosa caduta sulla passerella, Miriam Quiambao ottiene il titolo Clairol Herbal Essences Style Award, e si classifica al secondo posto, dietro la vincitrice Mpule Kwelagobe.
Dopo il concorso, Quiambao ha intrapreso la carriera televisiva, lavorando come corrispondente per GMA Network nelle Filippine. Nel dicembre 1999, conduce Unang Hirit insieme ad Arnold Clavio, Lyn Ching, Suzi Entrata, Micky Ferriols e Ryan Agoncillio. Inoltre Quiambao conduce una rubrica dello show Istayl. Segue la conduzione di Extra Extra!, che col tempo si evolverà in un reality show chiamato Extra Challenge. Dopo aver lasciato lo show nel dicembre 2003 conduce un talk show tutto suo All About You. Dopo essere sparita per alcuni anni dallo spettacolo, in seguito al suo primo matrimonio, vi fa ritorno nel 2006 con Pinoy Meets World, un programma sui viaggi, in contemporanea a Palaban su GMA 7 e Dahil Sa Iyong Paglisan su QTV 11.
Contemporaneamente alla carriera di conduttrice televisiva, Miriam Quiambao ha portato avanti anche una fortunata carriera di attrice, recitando in alcune serie televisive e film cinematografici dal 2001 in avanti. Come attrice nel 2010 è stata nominata sia ai FAMAS Awards che ai Gawad Urian Awards, in entrambi i casi nella categoria "migliore attrice non protagonista, per la sua interpretazione del personaggio di Gertrude nel film del 2009 Kimmy Dora: Kambal sa kiyeme.
È stata sposata con l'italiano Claudio Rondinelli dal 3 marzo 2003 al 1º marzo 2006, e con Louie John Buluran dal 14 giugno 2006.